# Пуланколь
Пуланколь (хак. Пулан кӧлi — «Лосиное озеро») — село в Аскизском районе Хакасии.

## География
Находится в 50 км от райцентра — села Аскиз. Расстояние до ближайшей ж.-д. станции Камышта — 30 км.

## История
В 1976 г. Указом Президиума ВС РСФСР улус Болганов переименован в улус Пуланколь.
Население
| 2006 | 2023 |
| ---- | ---- |
| 600  | 666  |

## Инфраструктура
В Пуланколе имеются средняя общеобразовательная школа, ДК, библиотека, амбулатория.